# L'Idiot (opéra)
Représentations notables
L'Idiot (en russe : Идиот) est un opéra en quatre actes en langue russe du compositeur d'origine polonaise, Mieczysław Weinberg, composé en 1985 (opus 144), d'après le roman éponyme de Fiodor Dostoïevski, sur un livret d'Alexander Medvedev.

## Historique
Weinberg a dédié l'Idiot à son mentor, ami et soutien de toujours, le compositeur russe Dmitri Chostakovitch. Pour autant, l'œuvre n'a pas été jouée du vivant du compositeur mais créée dans son intégralité dix-sept ans plus tard, grâce au travail du chef d'orchestre Thomas Sanderling, proche du compositeur de son vivant. Une version de chambre avait été présentée à Moscou en 1991. Cependant, la Première mondiale de l'œuvre dans son intégralité, n'a lieu que le 9 mai 2013, au National Theatre Mannheim, sous la direction de Thomas Sanderling et dans une mise en scène de Regula Gerber avec Dimitry Golovnin dans le rôle-titre,. Le succès de cette Première mondiale a conduit le Théâtre à assurer une reprise en 2014, avec Juhan Tralla en prince, laquelle a donné lieu à un premier enregistrement de l'opéra, paru en 2015 chez Pan Classics. Dans sa critique de l'œuvre, Alexandre Jamar pour ForumOpéra, souligne le fait que le compositeur puise « ses ressources chez Berg, en se souvenant à la fois de Wagner (par l’utilisation de leitmotive) mais en lorgnant également du côté de la musique de cabaret. ».
En janvier 2015, l'opéra est donné à Oldenburg dans une mise en scène d'Andrea Schwalbach avec Zurab Zurabishvili (Prince Mychkine) et Irina Oknina (Nastassia Filippovna),.
En juillet 2016, la version complète est à nouveau donnée au Théâtre Mariinsky de Saint-Pétersbourg  dans une mise en scène d'Alexei Stepanyuk.
En octobre 2017, c'est au tour du Bolchoi de proposer l'Idiot, dans une mise en scène de Yevgeny Arye, avec le ténor Bogdan Volkov dans le rôle principal du Prince Mychkine.
Le Theater an der Wien présente une Première autrichienne en 2023 dans une mise en scène de Vasily Barkhatov, sous la direction de Thomas Sanderling avec Dmitry Golovnin, dans une version légèrement raccourcie
Et en 2024, le festival de Salzbourg met à son tour la partition à l'honneur en réalisant une série de représentations en Août,, dans une mise en scène de Krzysztof Warlikowski, sous la direction musicale de Mirga Gražinytė-Tyla, avec Bogdan Volkov à nouveau dans le rôle-titre aux côtés de Ausrine Stundyte dans celui de Nastassia.

## Synopsis
L'histoire suit les péripéties du roman de Dostoïevski, décrivant le destin du Prince Mychkine, incapable de méchanceté, rempli de compassion altruiste, et considéré comme un "idiot", un "innocent" inadapté au monde réel. C'est un  être naïf et fondamentalement bon.

### Acte 1
Le prince Mychkine revient en Russie après un long séjour thermal en Suisse. Dans le train en direction de Saint-Pétersbourg, il rencontre Rogojine, le fils d'un riche marchand, qui semble obsédé par la célèbre courtisane Nastassia.
À l'occasion de sa fête, Nastassia organise une fête au cours de laquelle elle souhaite annoncer qui elle envisage d'épouser. Son ancien amant Totsky lui a offert un trousseau opulent et aimerait la marier à son secrétaire Ganja afin qu'il puisse continuer à la rencontrer facilement. Lorsque Ganja demande à Nastassia si elle veut réellement l'épouser, elle reporte sa réponse à la soirée.
Mychkine rend visite à des parents éloignés, le général Yepanchine et sa famille. Il est fasciné par la fille de la maison, Aglaya, mais en même temps est irrésistiblement attiré par une photo de Nastassja que Ganja, également présente, lui montre. Ganja demande alors la main d'Aglaja pour éviter le mariage arrangé avec Nastassia, mais elle le rejette.

### Acte 2
Mychkine a élu domicile chez les parents de Ganja. Nastassia invite tout le monde à sa soirée de fête. Elle et Myshkin sont instantanément attirés l'un par l'autre. Rogozhin offre à Ganja 18 000 roubles s'il abandonne Nastassia. Lorsqu'elle se sent vendue à découvert avec indignation, Rogojine augmente le montant à 100 000 roubles. Nastassja est alors insultée comme prostituée par la famille de Ganja. Seul Myshkin la soutient.
La fête bat son plein et Nastassia demande conseil à Mychkine pour savoir si elle doit dire oui à Ganja. Lorsque le prince dit non, elle rejette son admirateur. Rogojine lui apporte alors les 100 000 roubles promis. Mychkine explique à Nastassia qu'il est lui-même un riche héritier et qu'il aimerait l'épouser, mais elle ne veut pas le plonger dans la misère sociale. Au lieu de cela, elle donne de l'argent à Ganja et se retire avec Rogojine.

### Acte 3
Quelque temps plus tard, juste avant le mariage prévu avec Rogojine, Nastassia le quitte et commence une liaison avec Mychkine avant de vivre à nouveau avec lui.
Mychkine et Rogojine s'expliquent. Le Prince affirme qu'il n'aime Nastassia que par pitié, tandis que le marchand lui explique que Nastassia n'a de sentiments que pour lui. Les deux se déclarent leur amitié. Mais quelques instants plus tard, Rogojine tente en vain d'assassiner Mychkine dans la rue. Mychkine s'évanouit et Rogojine s'enfuit.
Nastassya s'inquiète pour le bien-être de Mychkine, mais en même temps elle est jalouse d'Aglaya, laquelle taquine à son tour le prince, qui se remet lentement, à propos de son engouement pour la courtisane. Lorsque Mychkine lui donne son affection, Aglaya lui dit qu'elle ne l'épousera en aucun cas.
Cependant, Nastassia demande à Aglaja, dans une lettre, d'épouser Mychkine. Elle est déchirée, mais fait finalement pression sur Mychkine pour qu'il épouse Nastassja.

### Acte 4
Mychkine demande Aglaya en mariage. Elle veut parler à la courtisane et demande à Mychkine de l'accompagner à la rencontre. Les deux femmes s'affrontent et le prince ne sait plus comment se comporter. Rogojine, désespérément amoureux, pleure sur son sort.
Quelque temps plus tard, Rogojine et Mychkine se retrouvent. Rogojine invite le prince chez lui et lui montre le cadavre de Nastasia, qu'il vient de poignarder.
Le Prince, effondré, tremble de froid avant d'accepter de passer la nuit avec Rogojine et le corps de Nastassia sur l'invitation de ce dernier.

## Personnages, tessitures, interprètes de la Première
| Personnage                        | Tessiture     | Titulaire lors de la première, le 9 mai 2013 à Mannheim Direction musicale : Thomas Sanderling |
| --------------------------------- | ------------- | ---------------------------------------------------------------------------------------------- |
| Prince Lew Nikolaïevitch Mychkine | ténor         | Dimitry Golovnin                                                                               |
| Parfione Semionovitch Rogojine    | Baryton Basse | Steven Scheschareg                                                                             |
| Nastassia Filippovna Barachkowa   | soprano       | Ludmila Slepneva                                                                               |
| Afanassi Ivanovitch Totzki        | Baryton Basse | Bryan Boyce                                                                                    |
| Lukjan Timofejewvtch Lebedjev     | Baryton       | Lars Møller                                                                                    |
| Ivan Fiodorovitch Epanchine       | Basse         | Alexander Vassiliev                                                                            |
| Elisaveta Prokofievna Epanchina   | Mezzo-soprano | Elzbieta Ardam                                                                                 |
| Aglaya, sa fille                  | Mezzo-soprano | Anne-Theresa Møller                                                                            |
| Alexandra, sa fille               | soprano       | Cornelia Ptassek                                                                               |
| Ardalion Alexandrovitch Iwolgin   |               | Gunter Möckel                                                                                  |
| Un aiguiseur de couteaux          |               | Robert Schwarts                                                                                |
| Adelaida                          | Soprano       | Diana Matthess                                                                                 |
| Gavrila Ardalionovitch            | Ténor         | Uwe Eikötter                                                                                   |
| Nina Alexandrowna Iwolgina        | Soprano       | Helga Arnold                                                                                   |
| Warwara (Warja) Ardalionowitch    | Soprano       | Katharina Göres                                                                                |

Orchestre et chœurs  du Nationaltheaters Mannheim

## Discographie et vidéographie
- L'Idiot, Weinberg, avec Elzbieta ARDAM, Anne-Theresa MØLLER, Lars MØLLER, Steven SCHESCHAREG, Ludmilla SLEPNEVA, Juhan TRALLA, sous la direction de Thomas SANDERLING, enregistré en direct à l’Opéra de Mannheim les 12 et 31 janvier 2014, 3 CD Pan Classics PC10328.

## Sources et références
1. 1 2  « Мировая премьера оперы "Идиот" | Music-Review Ukraine », sur m-r.co.ua (consulté le 31 août 2024)
2. ↑  « Mannheim: Der Idiot / Online Musik Magazin », sur www.omm.de (consulté le 19 août 2024)
3. ↑  « NTM - Nationaltheater Mannheim - Oper - Der Idiot - Mieczyslaw Weinberg », sur web.archive.org, 14 septembre 2013 (consulté le 31 août 2024)
4. ↑  « L'Idiot | Avant-Scène Opéra », sur Avant Scène Opéra (consulté le 19 août 2024)
5. ↑  « Weinberg - L'Idiot », sur Forum Opéra (consulté le 19 août 2024)
6. ↑  « Oper & Tanz 2015/02: Berichte, Mieczysław Weinbergs Oper „Der Idiot“ am Oldenburgischen Staatstheater · Von Irene Constantin », sur www.operundtanz.de (consulté le 31 août 2024)
7. ↑  (ru) « «Идиот» Мечислава Вайнберга пришелся по нраву немецким оперным театрам и публике », sur Ведомости,‎ 26 janvier 2015 (consulté le 31 août 2024)
8. ↑  « Идиот », sur www.mariinsky.ru (consulté le 31 août 2024)
9. ↑  « On a vu l'Idiot de Mieczysław Weinberg au Théâtre Bolchoï », sur bachtrack.com (consulté le 19 août 2024)
10. ↑  « Der Idiot - Saison 2022|23 - Theater an der Wien », sur www.theater-wien.at (consulté le 31 août 2024)
11. ↑  « L’Idiot de Dostoïevski version opéra métaphore et réalité à Vienne - Actualités - Ôlyrix », sur www.olyrix.com (consulté le 19 août 2024)
12. ↑  Dominique Adrian, « L'Idiot de Weinberg, une curiosité bien traitée au Festival de Salzbourg », sur ResMusica, 6 août 2024 (consulté le 19 août 2024)
13. ↑  « L'Idiot de Mieczysław Weinberg fait un triomphe au Festival de Salzbourg - Résonances Lyriques », 18 août 2024 (consulté le 19 août 2024)
14. ↑  (en-US) « The Idiot • Salzburg Festival 2024 », sur Salzburg Festival (consulté le 19 août 2024)